# 北湯普森牛軛珍森島省立公園
北湯普森牛軛珍森島省立公園（英文：North Thompson Oxbows Jensen Island Provincial Park）是一個位於加拿大英屬哥倫比亞省的省立公園，距離甘露市中心北側20（12英里）處並連接市轄範圍內鄰里赫夫利溪。此公園於1996年4月30日成立，範圍約有30公頃（74英畝）。境內主要保存河岸帶生態圈和季節性牛軛湖 。園內目前無露營地和公用設施。此公園名稱內人名來自於一名甘露市的律師彼得·珍森。夫妻自1968年結婚後即遷居於區域內牛軛湖中的小島。
北湯普森河上游另外也有兩個保存牛軛湖的省立公園，分別為北湯普森牛軛芒托省立公園和北湯普森東牛軛省立公園；兩者皆位於此公園以北250（160英里）相鄰河岸兩側。

## 資料來源
1. 1 2  . 地理名稱數據庫. 加拿大自然資源部.   [2020-06-09].（英文）
2. 1 2 3  Template:Cite bcgnis
3. ↑  . Thompson-Nicola Regional District.   [2020-06-09]. （原始内容存档于2021-07-21）.
4. 1 2  . Atlas of Canada. Natural Resources Canada.   [2020-06-09]. （原始内容存档于2015-05-09）.
5. 1 2  . BC Parks.   [2020-06-09]. （原始内容存档于2022-01-22）.
6. ↑  . inmemoriam.ca. icimedias.   [2020-06-09]. （原始内容存档于2020-06-10）.

## 外部連結
- 官方网站